# M3 Half-track
Il Carrier, Personnel Half-Track M3, conosciuto anche come M3 Half Track o Half-Track,  era un mezzo blindato per trasporto truppe (APC) prodotto negli Stati Uniti durante la seconda guerra mondiale.

## Sviluppo
L'U.S. Army Ordnance Department valutò per la prima volta la configurazione semicingolata provando alcuni veicoli Kégresse, realizzati in Francia negli anni venti. La White Motor Company realizzò un prototipo di un veicolo semicingolato utilizzando il telaio e la carrozzeria della sua M3 Scout Car, indicato inizialmente come T7. Da questo prototipo in seguito sarebbe stato realizzato l'M2 Half-track.
L'M3 Half-Track era la versione ampliata dell'M2, mezzo del quale riprendeva sia la configurazione che l'aspetto generale. La variazione di capacità veniva dal fatto che l'M2 era stato concepito essenzialmente per il traino di artiglierie leggere, mentre l'M3 era nato come trasporto truppe. La principale differenza con il precedente trattore d'artiglieria era rappresentata dal telaio che era stato allungato permettendo di ospitare 10 soldati equipaggiati.
La produzione dell'M3, nelle diverse versioni, supererà i 50.000 esemplari. Gli M3 saranno utilizzati principalmente dalle forze armate statunitensi. Ne verrà realizzata anche una versione dedicata agli alleati designata M5. Il veicolo verrà migliorato costantemente e tra il 1942 e il 1943 verranno montati sia un nuovo motore che una nuova trasmissione. Anche le capacità di carico del mezzo verranno incrementate.

## Tecnica
Il semicingolato M3 aveva la carrozzeria blindata, con spessori di circa 6 mm, aumentati a 12,7 mm nei pannelli per i finestrini dell'abitacolo e le portiere. Il tutto era imbullonato sul telaio, simile a quello di un normale autocarro. Lo scafo aveva cielo aperto, ma alcuni veicoli (per esempio alcuni di quelli usati come ambulanza o come posto comando) ebbero un tetto corazzato rialzato. Anteriormente, il radiatore del motore era protetto da 4 lastre a persiana, che si chiudevano in caso di necessità, preferendo il surriscaldamento ai danni di armi e schegge. Nei primi veicoli un rullo ammortizzato difendeva il cofano dagli effetti di entrate violente in trincee o fossati, ma successivamente venne sostituito da un verricello.
I cingoli erano di tipo particolare, con una struttura in acciaio rivestita di gomma e larghi circa 320 mm, sistemati su 4 ruote da 105x305 mm Le ruote anteriori erano '24 tele', 8.2x20. Il motore, un White 160AX a 6 cilindri, era dotato di regolatore di giri. La velocità massima era 72 km/h. Il cambio era meccanico, sempre in presa, con 4 marce avanti e 1 retromarcia, gli alberi di trasmissione erano dotati di giunti cardanici. I freni, infine, erano idraulici con servofreno, mentre quello di stazionamento era a disco con comando meccanico.
Il particolare che distingueva notevolmente i semicingolati statunitensi da quelli tedeschi (es. Sd.Kfz. 251) era il fatto che, mentre i semicingolati tedeschi avevano solo la trazione sui cingoli ed usavano le ruote solo per la direzione, i semingolati statunitensi (sia le varie versioni M3, sia gli M2) avevano la trazione sulle ruote inseribile, permettendo una maggiore guidabilità su terreni fangosi.
L'armamento base era la mitragliatrice da 12,7 mm M2 su supporto a piedistallo M42, ma generalmente l'equipaggio portava anche altri mezzi offensivi, come 1-2 mitragliatrici leggere Browning M1919 da 7,62 mm o un bazooka da 60 mm con 6 razzi, e soprattutto 24 mine M1 controcarro disponibili in rastrelliere, oltre alle dotazioni della squadra di fanteria trasportata ossia 1 moschetto automatico (330 colpi), 12 fucili M1 Garand (2000 colpi), e 48 bombe a mano.

## Versioni

### Veicoli trasporto truppe
- M3: Prima versione. Prodotta dalla White Motor Company era dotata del motore White 160 AX. Il veicolo era dotato, per la difesa antiaerea, di un supporto M32 per una mitragliatrice. Una seconda arma poteva essere montata su un supporto fisso all'interno del compartimento.
  - M3A1: Versione migliorata dell'M3 dotata, sul sedile anteriore sinistro, di una ralla rialzata e protetta, a "pulpito", modello M49 per la mitragliatrice antiaerea.
  - T29/M3A2: Versione sviluppata nel 1943 per cercare di conciliare le caratteristiche dell'M2 con quelle dell'M3 e realizzare un solo veicolo. Questo mezzo però arrivò in un momento nel quale la necessità di veicoli semicingolati era diminuito. Inoltre non era pienamente rispondente alle caratteristiche di progetto. Ne venne realizzato solo un piccolo numero di esemplari.
- M3E2/M5: Versione prodotta dalla International Harvester. L'M5 Half-track era la versione Affitti e Prestiti dell'M3 e, rispetto a questa, era dotata di un motore IHC RED-450-B e di cingoli differenti. Esemplari furono forniti alla Gran Bretagna, Unione Sovietica e Canada.
  - M5A1: Simile all'M3A1. In pratica un M5 dotato di ralla a "pulpito" M49.
  - T31/M5A2: Simile all'M3A2 doveva essere la versione "unificata" dell'M5 e dell'M5A1. Prodotta in un limitato numero di esemplari.

### Semoventi contraerei
- T1E4 MGMC (Multiple Gun Motor Carriage)/M13: Veicolo dotato di un affusto Maxson M33 armato con due mitragliatrici da 12,7 mm. Sul prototipo, per facilitare i lavori, vennero rimosse le fiancate corazzate del compartimento. Il modello verrà prodotto con la designazione di M13. Sul modello di produzione le fiancate corazzate verranno ripristinate. Pochi esemplari di questo semovente verranno impiegati dall'U.S. Army durante la Campagna d'Italia.
- M14: Variante dell'M13 realizzata su telaio M5. Verrà fornito alla Gran Bretagna.
- M16 MGMC (Multiple Gun Motor Carriage): Versione dotata dell'affusto M45 Quadmount della Maxson armato con quattro mitragliatrici Browning M2HB da 12,7 mm. Alcuni esemplari verranno realizzati montando, prima della consegna, l'affusto M45 su veicoli realizzati come M13.
  - M16A1 MGMC (Multiple Gun Motor Carriage): Conversione realizzata dopo la fine del conflitto dell'M16. I sedili posteriori furono rimossi e venne installato un affusto Maxson M45F. Questi veicoli si possono identificare facilmente per l'assenza dei pannelli reclinabili posteriori.
  - M16A2 MGMC (Multiple Gun Motor Carriage): Ulteriore conversione degli M16 e M16A1. Venne aggiunta una porta posteriore e, sui soli M16, verrà sostituito l'affusto M45 con l'M45F.
- M17: Versione dell'M16 realizzata su scafo M5. Circa 1000 esemplari verranno forniti all'U.R.S.S.
- T58: Versione simile all'M16/M17 dotata di affusto Maxson montato su una torretta ad azionamento elettrico. Realizzato in un solo prototipo.
- T28E1 CGMC (Combination Gun Motor Carriage): Modello dotato di un cannone M1A2 da 37 mm con 240 colpi e due mitragliatrici da 12,7 mm. Il cannone era posizionato sotto le mitragliatrici.
- M15 CGMC (Combination Gun Motor Carriage): Versione di produzione del T28E1. Era dotata di una sovrastruttura corazzata a protezione dell'equipaggio e armata con mitragliatrici da 12,7 mm.
  - M15A1 CGMC (Combination Gun Motor Carriage): Versione dell'M15 con la configurazione dell'armamento modificata. Il cannone da 37 mm era ora posto sopra le mitragliatrici.
- T10E1: Versione realizzata su scafo M3 del T10 realizzato su telaio M2 Half Track. Come per il precedente mezzo venne realizzato per verificare la possibilità di installare due cannoncini Hispano-Suiza HS.404 da 20 mm su un supporto Maxson modificato.

### Semoventi d'artiglieria
- T12/M3 75 mm GMC (Gun Motor Carriage): Versione dell'M3 armata con il cannone 75 mm M1897A5. I cannoni utilizzavano l'affusto e lo scudo M2A3. Gli ultimi 59 esemplari prodotti montavano uno scudo appositamente realizzato.
  - M3A1 75 mm GMC (Gun Motor Carriage): Versione nella quale l'affusto M2A2 fu sostituito, a causa della fine dei pezzi disponibile, dalla versione A3.
- T12 HMC (Howitzer Motor Carriage): Versione dotata dell'obice da 75 o da 105 mm realizzata per il Corpo dei Marines.
- T48 57 mm GMC (Gun Motor Carriage): M3 armato con il cannone anticarro da 57 mm M1, versione statunitense del QF 6 pounder britannico. In totale saranno 962 i T48 prodotti durante il conflitto dei quali 60 forniti alle forze armate britanniche e 650 all'Armata Rossa che li designò SU-57.
- T30 75 mm HMC (Howitzer Motor Carriage): versione armata con l'obice M1A1 da 75 mm in una semplice struttura scatolata. Venne impiegato dall'U.S. Army e in seguito fornito alle forze armate della Francia Libera. Venne impiegato anche durante il conflitto in Indocina.
- T38 105 mm HMC (Howitzer Motor Carriage): Versione del semovente armata con l'obice M3 da 105 mm. Progetto cancellato a causa del successo del T19.
- T19 105 mm HMC (Howitzer Motor Carriage): Versione armata con l'obice M2A1 da 105 mm.
- T19/M21 81 mm MMC (Mortar Motor Carriage): Semovente M3 armato con un mortaio M1 da 81 mm. Il veicolo era realizzato in modo che il mortaio potesse fare fuoco dall'interno del veicolo.
- T21: Versione dotata di Chemical mortar, mortaio M2 da 4.2" (107 mm). Nel T21 il mortaio poteva fare fuoco solo verso il retro del veicolo. Mai adottata.
  - T21E1: Sviluppo della versione precedente con il mortaio orientato verso la parte anteriore del veicolo.

## Altre versioni
Furono condotte diverse prove per verificare la possibilità di montare un cannone Bofors 40 mm L/50 sullo scafo dell'M3, per realizzare così dei semoventi antiaerei da 40 mm. I problemi principali incontrati nello sviluppo di questi mezzi erano rappresentati dalla potenza del rinculo dell'arma o dal peso dell'affusto del cannone. Le prove furono interrotte quando venne adottato l'M19 Multiple Gun Motor Carriage. Vennero comunque realizzati diversi prototipi:
- T54/T54E1: Realizzato nel 1942. Il sistema, durante le prove di fuoco, si dimostrò subito molto instabile. Venne quindi modificato in T54E1 che adottava uno scudo corazzato aggiuntivo di forma circolare e una corazzatura posta nella parte posteriore del veicolo. Nonostante queste modifiche però il problema non venne risolto e la produzione del mezzo si limitò ai soli prototipi.
- T59/T59E1:Sviluppo del T54/T54E1. Montava un sistema di stabilizzazione del veicolo durante i periodi di fuoco sostenuti. Anche il T59 si dimostrò inutilizzabile come arma antiaerea. Prodotto in un solo prototipo. Il successivo T59E1 era dotato di un sistema di controllo del fuoco T17. Anche della versione -E1 venne prodotto in un solo esemplare.
- T60/T60E1:Versione simile al T54 e al T59 ma dotata di due mitragliatrici da 12,7 mm affiancate al cannone da 40 mm. Il T60E1 era dotato di una corazzatura dalla configurazione simile a quella adottata sul T54E1. Realizzato in un solo prototipo soffrì degli stessi problemi di instabilità degli altri prototipi.
- T68: Modello che rappresentava un esperimento radicale rispetto ai precedenti prototipi. Su questo mezzo erano stati montati due cannoni da 40 mm montati uno sopra l'altro. Il sistema era dotato anche di uno stabilizzatore montato sopra le due armi. Anche sul T68 si manifestò una forte instabilità e ogni ulteriore sviluppo venne abbandonato. Realizzato un solo prototipo.
- M15 Special: Conversione dell'M13 standard effettuata nei depositi dell'U.S Army in Australia. Il veicolo montava una torretta armata con un cannone Bofors L/50 da 40 mm. Il veicolo veniva utilizzato per il supporto ravvicinato piuttosto che come mezzo antiaereo. Questa fu l'unica versione di M3 dotata di cannone da 40 mm ad entrare in azione.

## Impiego nella Seconda Guerra mondiale
Nel corso della seconda guerra mondiale i semicingolati di tutti i tipi (M2, M3, M5 ed M9) furono utilizzati principalmente sui teatri di guerra mediterraneo (MTO) ed europeo (ETO) da parte sia degli statunitensi sia dai britannici. Il primo utilizzo avvenne in occasione dell'Operazione Torch, cioè lo sbarco in Algeria e Marocco nel novembre 1942. In tale occasione, dato che non era chiaro l'atteggiamento che avrebbero tenuto le truppe francesi, considerando che dall'episodio di Mers el-Kebir erano trascorsi solo poco più di 2 anni, su tutti i semicingolati (sia statunitensi che britannici) erano dipinte grosse bandiere americane. I semicingolati successivamente accompagnarono l'avanzata anglo-americana sia in Africa sia in Italia.
Sul ETO i semicingolati comparvero fin dal primo giorno, sbarcati direttamente sulle spiagge della Normandia dai LCT, fino alle ultime battaglie nelle città tedesche. Sul ETO operarono anche 1431 semicingolati delle divisioni corazzate della France Libre.
Sul fronte russo operarono 1158 semicingolati forniti all'Unione Sovietica e sempre molto apprezzati dalle fanterie sovietiche.

## Versioni postbelliche
Dopo la Seconda guerra mondiale il concetto di semicingolato come trasporto truppe fu abbandonato a favore del trasporto truppe totalmente cingolato, quindi gli M3 vennero in gran parte rilasciati a nazioni alleate degli Stati Uniti (praticamente a tutte le nazioni della NATO più Giappone e Pakistan), ma la nazione che li utilizzò più ampiamente e "scientificamente" fu Israele. In questa nazione i primi semicingolati (principalmente M5 ed M9 di provenienza europea) comparvero fin dalla Guerra di indipendenza del 1948, acquistati e trasferiti di contrabbando nei territori già controllati da insediamenti ebraici. Sembra che questi veicoli fossero "mimetizzati" con pittura rossa o arancione per farli passare come veicoli per uso agricolo. Dopo la guerra del 1948 il maggior fornitore di semicingolati fu l'Italia che, smilitarizzando i suoi semicingolati, ne fornì circa 150 ad Israele, che arrivò ad averne circa 200 un anno dopo la fine dei combattimenti. In Israele tutti i semicingolati erano indicati come "M3", aggiungendo solo la sigla "IHC" agli M9. In Israele gli M3 servirono fino alla Guerra dello Yom Kippur, subendo diverse modifiche alcune delle quali effettuate direttamente sul campo, quindi documentate in modo discontinuo. Un programma di modernizzazione successivo a quella guerra relegò i semicingolati solo a compiti specializzati (comando e controllo, difesa contraerei, veicoli di servizio per il genio), lasciando il ruolo di veicolo trasporto truppe agli M113.

### Israele
Gli Half Track israeliani sono designanti M3 e, a volte, M3/M9.
- M3 Mk.A-M5 APC: In origine degli M5 prodotti dalla International Harvester Company e dotate di motore RED-450. Sono dotate di supporto M49 sul quale vengono montate una grande varietà di armi
- M3 Mk.B: M5 convertiti in veicoli comando. Sono dotati di equipaggiamento radio. Sul paraurti anteriore è presente il verricello
- M3 Mk.C: Essenzialmente degli M21 MMCSono veicoli dotati di un mortaio da 81 mm realizzati a partire da M3 di produzione White.
- M3 Mk.D: Versione dotata di mortaio Soltam da 120 mm
- TCM-20 M3/M5: Versione dotata di una torretta armata di due cannoni Hispano-Suiza HS.404 su supporto Maxson modificato. Spesso sostituito il supporto originario della mitragliatrice con uno dalla forma sferica

## Curiosità
- I semicingolati, oltre ad essere usati militarmente ed a comparire in molte parate storiche, sono stati molto apprezzati dall'industria cinematografica, che li ha utilizzati, oltre che per i film di guerra (spesso facendoli passare per tedeschi semplicemente dipingendo una croce nera sulla fiancata), anche in film di azione: alcuni M3 spacciati per mezzi tedeschi appaiono nei film  Birra ghiacciata ad Alessandria e Mare di sabbia.

- Un semicingolato venne usato nel film Una magnum per McQuade, nella scena del combattimento finale, da un cattivissimo David Carradine, contro l'eroe del film, Chuck Norris. Questi, non potendo fermare con le sue robuste mani o la pistola tale mostro meccanico, rispose con un bulldozer, riuscendo a vincere lo scontro grazie alla maggiore potenza del motore ed alla trazione totalmente su cingoli del suo mezzo.